# Antinoria agrostidea
Antinoria agrostidea är en gräsart som först beskrevs av Dc., och fick sitt nu gällande namn av Filippo Parlatore. Antinoria agrostidea ingår i släktet Antinoria och familjen gräs. IUCN kategoriserar arten globalt som livskraftig.

## Underarter
Arten delas in i följande underarter:
- A. a. annua
- A. a. natans